# Закрытая зона (рок-фестиваль)
«Закрытая зона» — рок-фестиваль, проведённый в апреле 1989 года в Ростове-на-Дону усилиями Ростовского рок-клуба.

## История
Фестиваль «Закрытая зона» оказался самым масштабным и представительным мероприятием, проводимым Ростовским рок-клубом за всю историю его существования. Фестиваль продолжался три дня, с 28 по 30 апреля 1989 года, в клубе Ростовского института инженеров железнодорожного транспорта, собрав десятки рок-групп со всей страны, а также и рок-журналистов, включая редактора знаменитого андеграундного журнала «Рокси» Александра Старцева. 
Сценография фестиваля — Юрий Шабельников. Задник Шабельникова, роскошные черные лагерные татуировки на белоснежном фоне, был «арестован» администрацией институтского клуба на второй день фестиваля.
По свидетельству журналистов, фестиваль до такой степени насторожил городские власти, что количество дежуривших в концертном зале и окрестностях клуба РИИЖТ милиционеров, милицейских мотоциклетных нарядов и «передвижных КПЗ» изумило даже привыкших ко всему рокеров.
В перерывах между концертами, в фойе ДК, выступал со своей уральской артелью панк-скоморох Старик Букашкин («Картинники»), вооружённый боевой балалайкой и многочисленными расписными дощечками-картинками. Среди десятка юных артельщиков были замечены Женя Чичерин, Дик и Саша Шабуров. 
«Пекин Роу-Роу» Сергея Тимофеева, закрывавший фестиваль, выступил настолько мощно, что перепуганная администрация клуба обратилась к дежурному наряду милиции, который, недолго думая, отключил электропитание сцены и обрызгал музыкантов на сцене «Черёмухой».

## Состав участников
К участию в фестивале были приглашены следующие группы:
- «КПП» (Харьков)
- «Иуда Головлёв»
- «Великие Октябри» (Омск)
- «Оркестр Антона Левенгука» (Рязань)
- «Экономическая депрессия» (Рязань)
- «Музтрест» (Запорожье)
- «Картинники» (Свердловск)[2]
- «Площадь согласия» (Таганрог)[2]
- «Третий этаж» (Белая Калитва)
- «Крейсер» (Волгодонск)
- «Чистая Вода» (Аксай)
- «Спрут» (Черкесск)[3]
- «12 вольт» (Ростов-на-Дону)
- «Пекин Роу-Роу» (Ростов-на-Дону)[4]
- «Второе дыхание» (Ростов-на-Дону)
- «Абонент 09» (Ростов-на-Дону)
- «Новое время» (Аксай)
- «НКВД» (Ростов-на-Дону)[7]
- «ЭЛЕН» (Ростов-на-Дону)
- «Там! Нет Ничего» (Ростов-на-Дону)
- «Театр Менестрелей» (Ростов-на-Дону)
- «Карма» (Новороссийск)[3]

Выступили все заявленные коллективы за исключением Янки и группы «Великие Октябри», которым не удалось добраться до Ростова-на-Дону.